# Mount Wilson Observatory

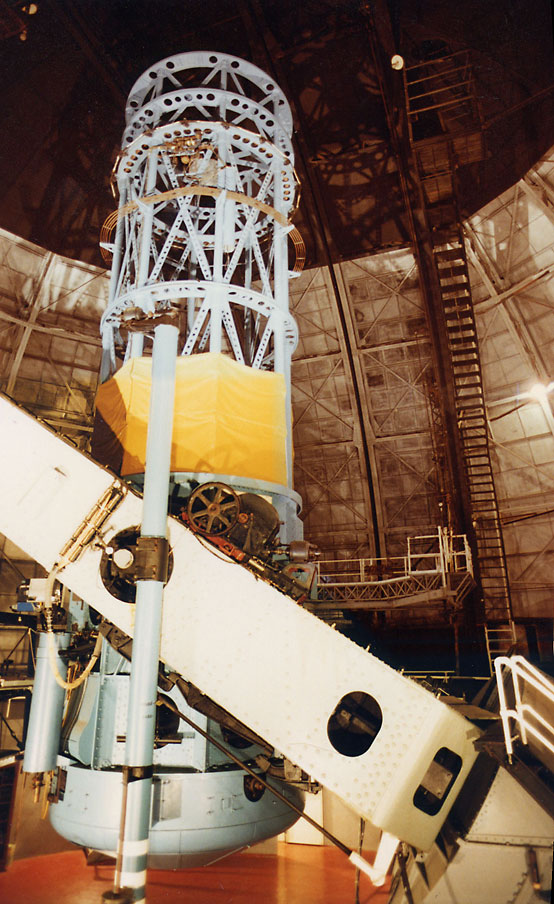
Teleskop w Mount Wilson Observatory, dzięki któremu Edwin Hubble odkrył rozszerzanie się wszechświata.

Mount Wilson Observatory (MWO) – obserwatorium astronomiczne w Hrabstwie Los Angeles w Kalifornii. Położone jest w pobliżu wierzchołka góry Mount Wilson o wysokości 1742 m n.p.m. w Górach San Gabriel koło Pasadeny, na północny wschód od Los Angeles. W założonym w 1904 roku obserwatorium dokonano wielu przełomowych obserwacji astronomicznych, takich jak odkrycie istnienia pola magnetycznego Słońca, odkrycie cefeid w Galaktyce Andromedy przez Edwina Hubble'a czy odkrycie pierwszej gwiazdy Wolfa-Rayeta.
Oprócz obserwatorium astronomicznego w kompleksie znajduje się również muzeum.